# La sala de profesores
La sala de profesores (en alemán: Das Lehrerzimmer) es una película dramática alemana de 2023 dirigida por İlker Çatak, quien coescribió el guion con Johannes Duncker.
Fue seleccionada como la candidata alemana a la mejor película internacional en los Premios Óscar 2024.

## Sinopsis
Cuando uno de sus alumnos es sospechoso de robo, la profesora Carla Nowak decide llegar al fondo del asunto. Atrapada entre sus ideales y el sistema escolar, las consecuencias de sus actos amenazan con doblegarla.

## Reparto
- Léonie Benesch como Carla Nowak
- Michael Klammer como Thomas Liebenwerda
- Rafael Stachowiak como Milosz Dudek
- Anne-Kathrin Gummich como la Dra. Bettina Böhm
- Eva Löbau como Friederike Kuhn

## Recepción

### Premios y nominaciónes
| Año                                                   | Fecha                   | Categoría                                                         | Nominado/a                    | Resultado | Ref.   |
| ----------------------------------------------------- | ----------------------- | ----------------------------------------------------------------- | ----------------------------- | --------- | ------ |
| Premios Oscar                                         | 10 de marzo de 2024     | Mejor película internacional                                      | Sala de profesores            | Nominada  | [ 4 ]  |
| Alliance of Women Film Journalists                    | 4 de enero de 2024      | Mejor película de habla no inglesa                                | Sala de profesores            | Nominada  | [ 5 ]  |
| Astra Film Awards                                     | 6 de enero de 2024      | Mejor película internacional                                      | Sala de profesores            | Nominada  | [ 6 ]  |
| Astra Film Awards                                     | 6 de enero de 2024      | Mejor Actriz Internacional                                        | Leonie Benesch                | Nominada  | [ 6 ]  |
| Berlin International Film Festival                    | 25 de febrero de 2024   | Premio de panorama de audiencia a la mejor película internacional | Sala de profesores            | Nominada  |        |
| Berlin International Film Festival                    | 25 de febrero de 2024   | Cicae Art Cinema Prizes                                           | Sala de profesores            | Ganadora  |        |
| Chicago Film Critics Association Awards               | 12 de diciembre de 2023 | Mejor película extranjera                                         | Sala de profesores            | Nominada  | [ 7 ]  |
| European Film Awards                                  | Marzo de 2024           | European Film Academy Lux Award                                   | Sala de profesores            | Pendiente | [ 8 ]  |
| European Film Awards                                  | 9 de diciembre de 2023  | Mejor Guion Europeo                                               | İlker Çatak, Johannes Duncker | Nominados | [ 9 ]  |
| European Film Awards                                  | 9 de diciembre de 2023  | Mejor Actriz Europea                                              | Leonie Benesch                | Nominada  | [ 9 ]  |
| European Film Awards                                  | 9 de diciembre de 2023  | European University Film Award                                    | Sala de profesores            | Nominada  | [ 9 ]  |
| Premios del cine alemán                               | 12 de mayo de 2023      | Mejor Película de Ficción                                         | Sala de profesores            | Ganadora  | [ 10 ] |
| Premios del cine alemán                               | 12 de mayo de 2023      | Mejor Director                                                    | Ilker Çatak                   | Ganador   | [ 10 ] |
| Premios del cine alemán                               | 12 de mayo de 2023      | Mejor Actriz                                                      | Leonie Benesch                | Ganadora  | [ 10 ] |
| Premios del cine alemán                               | 12 de mayo de 2023      | Mejor Guion                                                       | İlker Çatak, Johannes Duncker | Ganadores | [ 10 ] |
| Premios del cine alemán                               | 12 de mayo de 2023      | Mejor Fotografía                                                  | Judith Kaufmann               | Ganadora  | [ 10 ] |
| Premios del cine alemán                               | 12 de mayo de 2023      | Mejor Montaje                                                     | Gesa Jäger                    | Ganadora  | [ 10 ] |
| Premios del cine alemán                               | 12 de mayo de 2023      | Mejor Banda Sonora                                                | Marvin Miller                 | Nominado  | [ 10 ] |
| Premios Goya                                          | 10 de febrero de 2024   | Mejor Película Europea                                            | Sala de profesores            | Nominada  | [ 11 ] |
| Haifa International Film Festival                     | 6 de octubre de 2023    | Mejor película internacional                                      | Sala de profesores            | Nominada  | [ 12 ] |
| Les Arcs Film Festival                                | 23 de diciembre de 2023 | Cineuropa Award                                                   | Sala de profesores            | Nominada  | [ 13 ] |
| National Board of Review                              | 6 de diciembre de 2023  | Top 5 pelicullas internacionales                                  | Sala de profesores            | Ganadora  | [ 15 ] |
| Palm Springs International Film Festival              | 15 de enero de 2024     | Mejor película internacional                                      | Sala de profesores            | Pendiente | [ 16 ] |
| St. Louis Film Critics Association                    | 17 de diciembre de 2023 | Mejor Película Internacional                                      | Sala de profesores            | Nominada  | [ 17 ] |
| Satellite Awards                                      | 17 de febrero de 2024   | Mejor Película - Internacional                                    | Sala de profesores            | Pendiente | [ 18 ] |
| Festival de Valladolid                                | 28 de octubre de 2023   | Mejor Montaje                                                     | Gesa Jäger                    | Ganadora  | [ 19 ] |
| Washington D. C. Area Film Critics Association Awards | 10 de diciembre de 2023 | Mejor película extranjera                                         | Sala de profesores            | Nominada  | [ 20 ] |
| Women Film Critics Circle                             | 18 de diciembre de 2023 | Mejor película extranjera por una mujer                           | Sala de profesores            | Nominada  | [ 21 ] |